# クロード・ベルナール
クロード・ベルナール（Claude Bernard, 1813年7月12日 - 1878年2月10日）は、フランスの医師、生理学者。

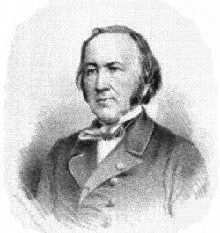
クロード・ベルナール

「内部環境の固定性」と言う考え方を提唱。この考え方は後に米国の生理学者・ウォルター・B・キャノンによって「ホメオスタシス」という概念に発展させられた。また、1862年にルイ・パスツールと共に低温殺菌法の実験を行った。

## 生涯
ベルナールはフランス東部のローヌ地方の村サン・ジュリアンで、ワイン商を営む父と、農民の母との間に生まれた。彼は村のイエズス会の学校で初等教育を受け、リヨン大学に入学したが、薬剤師の助手になるため大学を離れた。彼は余暇の間にヴォードヴィル・コメディの台本書きに専念し、21歳で劇作家を志しパリへ向かった。しかしながらパリで彼の台本を読んだ評論家は作家をあきらめ、医学の道を志すよう彼に諭した。ベルナールはこの助言に従い、病院でインターンとなった。
ベルナールは、1834年にパリに移り、パリ大学の医学部に入学した。1836年実習医試験、1839年インターン試験にそれぞれ合格している。1841年、フランソワ・マジャンディー教授の助手になり、生理学的実験の専門家となった。。
1843年に医学の学位を取得して、1845年マリー・フランソワーズ・マルタンと見合い結婚した。1854年からソルボンヌ大学で生理学の教授を務めた。さらに、1855年にはコレージュ・ド・フランスで医学の教授に就任した。1868年にはアカデミー・フランセーズ会員に選出された。1869年に妻と離婚している。その後は、医学的哲学的研究に打ち込んだ。。